# 愛宕通英
愛宕 通英（おたぎ みちふさ、1900年 - 1974年1月）は、日本の光学兵器設計者、カメラ設計者。

## 経歴
東京帝国大学（現東京大学）工学部出身で1926年から陸軍航空本部にて射撃照準器、爆撃照準器の研究に当たった。1933年東京光学（現トプコン）に入社し光学兵器設計製造に加えカメラ設計に従事した。第二次世界大戦後はカメラ設計とともにその指導に当たった。退社後銀友光機研究所を設立、国産カメラのレベル向上に努めた。
設計したカメラには東京光学の製品が多く、ミニヨン、ミニヨン35、プリモフレックス等がある。
1974年1月9日、直腸がんのため東京都港区にある東京大学医科学研究所付属病院にて死去。73歳。

## 著書
- 『爆撃照準具概論』新光社、1934年
- 『カメラの機構とレンズ』双芸社写真文庫、1952年
- 『写真アクセサリー読本』光画荘、1958年
- 『カメラとレンズの事典』日本カメラ社、1961年
- 『日本写真史年表　1778-1975.9』亀井武、小沢健志と共著、日本写真協会編、講談社、1976年